# 민락초등학교 (경기)
민락초등학교는 대한민국 경기도 의정부시에 있는 공립 초등학교이다.

## 학교 연혁
- 1999년 9월 1일 민락초등학교 개교 11학급
- 2000년 3월 1일 병설유치원 2학급 개원
- 2005년 1월 26일 교실증축(8개 교실 및 화장실)
- 2005년 7월 19일 교실증축(10개 교실)
- 2005년 8월 10일 제2과학실 신설
- 2005년 8월 23일 급식실 증축
- 2005년 10월 27일 도서실 리모델링(3개교실)
- 2008년 5월 3일 학교 숲 조성 사업
- 2008년 11월 13일 제1과학실 현대화
- 2009년 2월 2일 제2영어실 완공
- 2010년 5월 1일 제1돌봄교실 개관
- 2011년 9월 1일 제6대 심상학 교장 부임
- 2012년 9월 1일 유치원 만4세반 교실 리모델링
- 2013년 7월 10일 상담실 구축
- 2014년 2월 14일 제15회 졸업(238명), 총졸업생(4,096명)
- 2014년 2월 28일 과학실 현대화 사업(2,600만원)
- 2014년 2월 28일 교육환경개선 사업(2,900만원)
- 2014년 3월 1일 제2돌봄교실 개관
- 2014년 3월 1일 2014학년도 학급편성 38학급, 특수 1학급, 병설유치원 4학급 편성,운영